# 紫苞野靛棵
紫苞野靛棵（学名：Mananthes latiflora）为爵床科野靛棵属下的一个种。

## 扩展阅读
- 維基物種上的相關：紫苞野靛棵